# Tenis stołowy na Letnich Igrzyskach Olimpijskich Młodzieży 2010

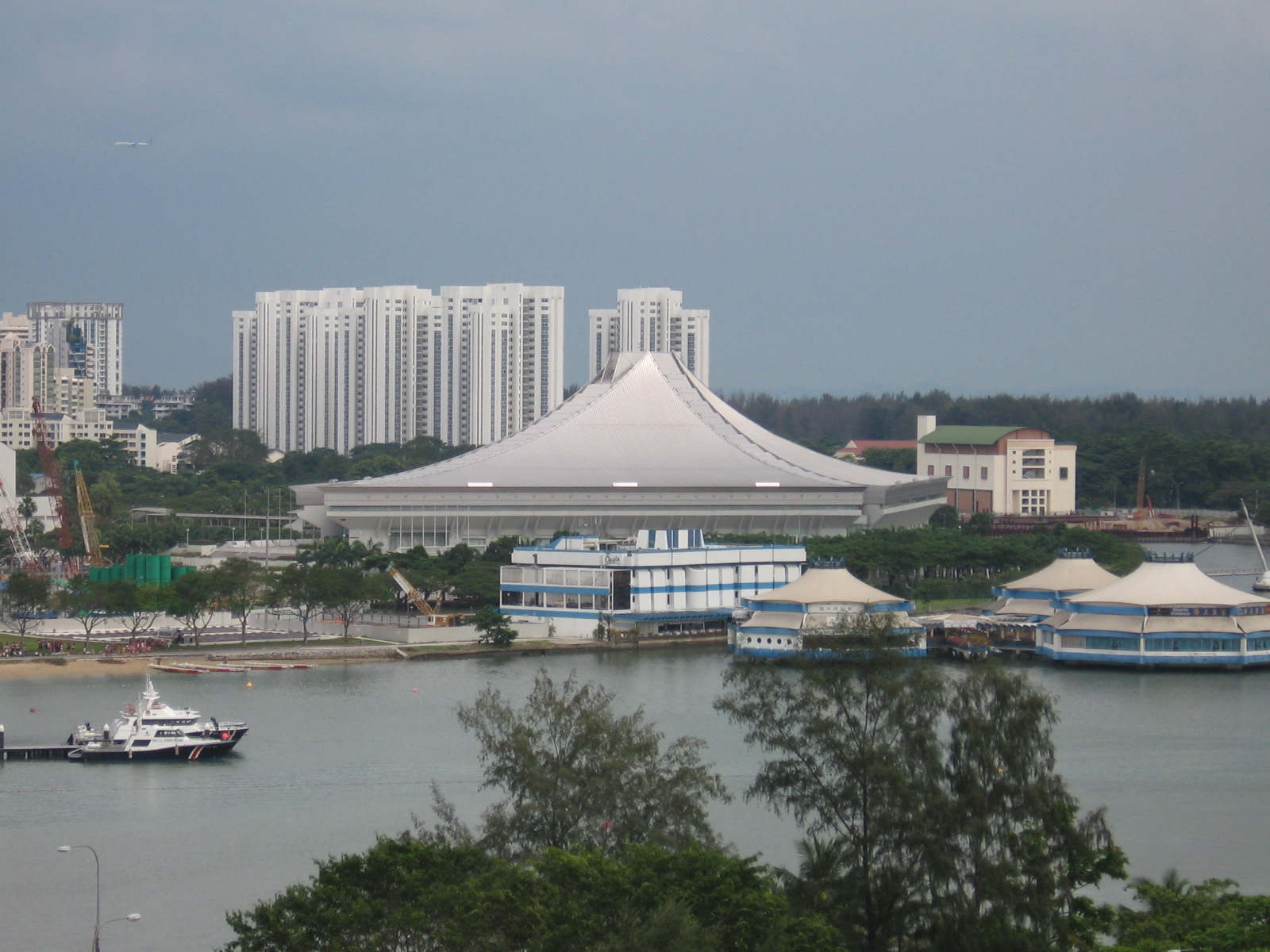
Singapore Indoor Stadium - arena zmagań tenisistów stołowych

Tenis stołowy na Letnich Igrzyskach Olimpijskich Młodzieży 2010 odbył się w dniach 16 - 23 sierpnia w Singapore Indoor Stadium w Singapurze. Zawodnicy rywalizowali w trzech konkurencjach (w 1 męskiej i 1 żeńskiej oraz 1 mieszanej). W zawodach ogółem wystartowało 64 zawodników.

## Kwalifikacje
Kwalifikacje na igrzyska można było uzyskać podczas kontynentalnych challengerów kadetów w 2009 roku oraz w specjalnych zawodach kwalifikacyjnych. Kwalifikacje uzyskali także czołowi zawodnicy rankingu światowego do lat piętnastu. Zawodnicy musieli być urodzeni między 1 stycznia 1993 a 31 grudnia 1994 roku.
| Zawody                              | Miejsca | Miejsce      | Data                      | Zakwalifikowani chłopcy                                                                        | Zakwalifikowane dziewczęta                                          |
| ITTF Cadet Challenge                | 4       | Tokio        | 19 - 25 października 2009 | Yin Hang (wycofany) Kōki Niwa Simon Gauzy Hampus Söderlund Adem Hmam (rezerwowy)               | Yang Ha-eun Ayuka Tanioka Bernadette Szőcs Suthasini Sawettabut     |
| Turniej kwalifikacyjny (Afryka)     | 2       | Kair         | 21 - 23 listopada 2009    | Omar Bedair Ojo Onaolapo                                                                       | Dina Meshref Islem Laid                                             |
| Top 4 światowego rankingu do lat 15 | 4       | -            | 31 grudnia 2009           | Hung Tzu-hsiang Kim Dong-hyun Chiu Chung Hei Filip Kumiow (kontuzja) Ondřej Bajger (rezerwowy) | Gu Yuting Petrissa Solja Jana Noskowa Isabelle Siyun Li             |
| Turniej kwalifikacyjny (Ameryka)    | 3       | San Salvador | 1 - 3 stycznia 2010       | Eric Jouti Rodrigo Tapia Pablo Saragovi                                                        | Ariel Hsing Caroline Kumahara Carelyn Cordero                       |
| ITTF Specific Event                 | 1       | Manama       | 6 - 7 lutego 2010         | Emilien Vanrossomme                                                                            | Britt Eerland                                                       |
| ITTF Specific Event                 | 1       | Kair         | 14 - 15 lutego 2010       | Leonardo Mutti                                                                                 | Sofia Polcanova (kontuzja) Alice Loveridge (rezerwowa)              |
| ITTF Specific Event                 | 1       | Lignano      | 23 - 24 marca 2010        | Tamás Lakatos                                                                                  | Céline Pang                                                         |
| Turniej kwalifikacyjny (Oceania)    | 1       | Auckland     | 1 kwietnia 2010           | Kevin Wu                                                                                       | Julia Wu                                                            |
| Turniej kwalifikacyjny (Azja)       | 4       | Bangkok      | 2 - 4 kwietnia 2010       | Kim Kwang-song Hasintha Arsa Marakkala Avik Das Almurod Holikow                                | Kim Song-i Ng Ka Yee Huang Hsin Mallika Bhandarkar                  |
| ITTF Specific Event                 | 1       | Auckland     | 10 - 11 kwietnia 2010     | Tanapol Santiwattananatarm                                                                     | Lily Phan                                                           |
| Turniej kwalifikacyjny (Europa)     | 4       | Novara       | 16 - 18 kwietnia 2010     | Konrad Kulpa Luka Fuček Stefan Leitgeb Koen Hageraats                                          | Mateja Jeger Olga Bliznet Alekseja Galić Mercédesz Nagyváradi       |
| ITTF Specific Event                 | 1       | Valencia     | 24 - 25 kwietnia 2010     | Florian Wagner                                                                                 | Kaciaryna Barawok                                                   |
| MIejsce gospodarza                  | 1       | Singapur     | TBC                       | Clarence Chew                                                                                  | Maria Xiao                                                          |
| Miejsca MKOL                        | 4       | -            | -                         | Luis Mejía Patrick Massah Warren Li Kam Wa Axel Gavilán                                        | Joly Mafuta Ivoso Letizia Giardi Nuwani Vithanage Adielle Roshuevel |

## Terminarz
- 21 sierpnia (Sobota): singiel mężczyzn i kobiet - eliminacje
- 22 sierpnia (Niedziela): singiel mężczyzn i kobiet - eliminacje i ćwierćfinały
- 23 sierpnia (Poniedziałek): singiel mężczyzn i kobiet - półfinały i finały
- 24 sierpnia (Wtorek): gra mieszana - eliminacje
- 25 sierpnia (Środa): gra mieszana - eliminacje, ćwierćfinały i półfinały
- 26 sierpnia (Czwartek): gra mieszana - finał

## Medale

### Chłopcy
| Konkurencja              | Złoto     | Srebro          | Brąz        |
| Gra pojedyncza szczegóły | Kōki Niwa | Hung Tzu-hsiang | Simon Gauzy |

### Dziewczęta
| Konkurencja              | Złoto     | Srebro            | Brąz        |
| Gra pojedyncza szczegóły | Gu Yuting | Isabelle Li Siyun | Yang Ha-eun |

### Mieszane
| Konkurencja             | Złoto   | Srebro           | Brąz                       |
| Gra zespołowa szczegóły | Japonia | Korea Południowa | Drużyna interkontynentalna |